# Alfametiltriptamina
Alfametiltriptamina ou α-Metiltriptamina (αMT, AMT) é uma triptamina psicodélica com propriedades estimulantes e empatógenas. Foi originalmente desenvolvida como um antidepressivo, pelos trabalhadores na Upjohn nos anos 1960s.